# Rakousko na Zimních olympijských hrách 1928
Rakousko na Zimních olympijských hrách 1928 v St. Moritz reprezentovalo 39 sportovců, z toho 34 mužů a 5 žen. Nejmladším účastníkem byl Fritzi Burger (17 let, 253 dní), nejstarším pak Louis Hasenknopf (37 let, 107 dní). Reprezentanti vybojovali 4 medaile, z toho 3 stříbrné a 1 bronzovou.

## Medailisté
| Medaile | Jméno                        | Sport         | Disciplína         |
| ------- | ---------------------------- | ------------- | ------------------ |
| Stříbro | Willy Böckl                  | Krasobruslení | jednotlivci – muži |
| Stříbro | Fritzi Burger                | Krasobruslení | jednotlivci – ženy |
| Stříbro | Lilly Scholz Otto Kaiser     | Krasobruslení | sportovní páry     |
| Bronz   | Melitta Brunner Ludwig Wrede | Krasobruslení | sportovní páry     |